# Cedar River (English River)
Der Cedar River (englisch für „Zedern-Fluss“) ist ein linker Nebenfluss des English River im Kenora District im Südwesten der kanadischen Provinz Ontario.
Der Cedar River bildet den Abfluss des Cedar Lake. Er fließt in überwiegend nördlicher Richtung. Er durchfließt den See Perrault Lake, in den auch der Ord River fließt. Es passiert bei Perrault Falls die gleichnamigen Stromschnellen und durchfließt anschließend den nördlich gelegenen Wabaskang Lake. Unterhalb diesem nimmt er den Anishinabi River von links auf. Nach einer Strecke von ungefähr 75 km trifft der Cedar River 5 km östlich von Manitou Falls auf den nach Westen fließenden English River. Am Pegel unterhalb des Wabaskang Lake und unterhalb der Einmündung des Anishinabi River beträgt der mittlere Abfluss 10,7 m³/s. Das Einzugsgebiet des Cedar River umfasst ungefähr 1700 km².